# Jätteelefantfågel
Jäteelefantfågel (Aepyornis maximus) är en utdöd elefantfågel som förekom på Madagaskar fram till för ungefär 1000 år sedan.

## Kännetecken
Jätteelefantfågeln var en gigantisk flygoförmögen fågel som är känd från lämningar av både vuxna individer och ägg. Den var tre meter hög och vägde över 400 kg. Trots att vikten ifrågasatts var den ändå klart tyngre än den likaledes utdöda sydöjättemoan. Näbben var lång och näshålen stora, vilket gör att den troligen hade ett bra luktsinne. Troligen hade den även en mindre tofs på huvudet. Äggen hade en omkrets på över en meter, var upp till 34 cm långa och hade en volym som var 160 gånger större än ett hönsägg.

Jätteelefantfågeln (lila) i jämförelse med människan, en struts och en sorts therapod-dinosaurie.

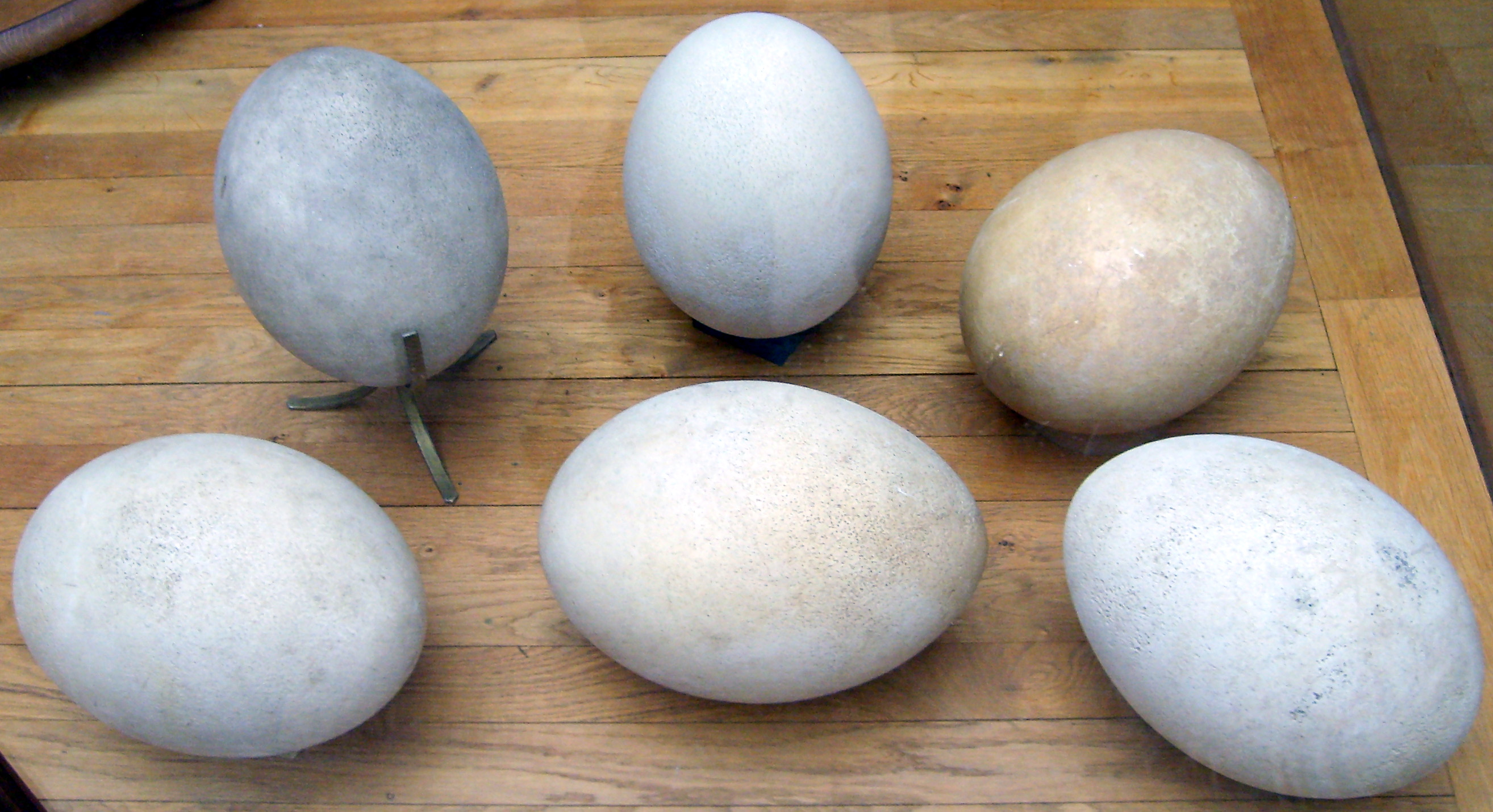
Aepyornis-ägg, Muséum national d'Histoire naturelle, Paris

Elefantfåglar tros ha levt i skogsmiljöer, på ett liknande sätt som kasuarer. Tibian var längre än tarsen, vilket tyder på att jätteelefantfågeln inte var särskilt rörlig. De stora mängderna äggskal som i sydvästra delen av landet tyder på att den var särskilt vanlig häckfågel i området.

## Systematik
Elefantfåglarna förekom på Madagaskar och var släkt med flygoförmögna kasuaren, strutsen, nandun, emun och kivin. Eftersom Madagaskar och Afrika skildes åt innan denna klad utvecklades tros elefantfåglarna eller deras närmaste förfäder ha kunnat flyga till Madagaskar och först senare förlorat flygförmågan. Sentida DNA-studier visar att elefantfåglarnas allra närmaste släktingar var kivierna i Nya Zeeland, vilket tyder på att elefantfåglarna tagit sig till Madagaskar från australiska regionen.
Vidare studier från 2018 har visat att fynd från större elefantfågel (Aepyornis medius) ryms inom variationen för jätteelefantfågeln. Den senare antas ha uppvisat en ansenlig storleksskillnad mellan könen och medius tros därför vara hanar av jätteelefantfågeln.

## Etymologi
Namnet elefantfågel kommer från Marco Polos skildring av myten om Fågel Rock år 1298. Han syftade dock på en örnlik fågel som var stark nog att "gripa en elefant med sina klor".

## Utdöende

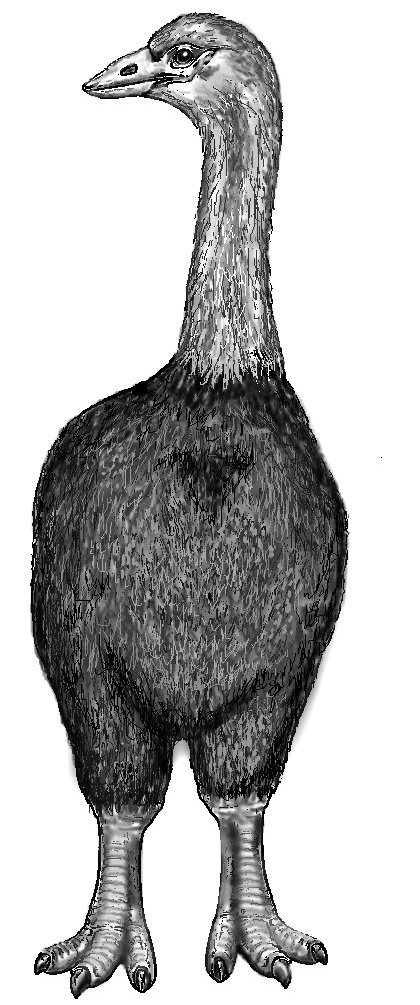
Återskapande av jätteelefantfågelns förmodade utseende.

Elefantfåglarnas utdöende tros ha orsakats av människan. Fåglarna var tidigare vanligen förekommande och vida spridda på Madagaskar. Det finns bevis för att elefantfåglarna dödades av människan, men möjligen spelade konsumtionen av deras ägg en större roll för deras utdöende; elefantfåglarnas ägg har funnits i kökkenmöddingar. Det har också föreslagits att deras utdöende var en konsekvens av sjukdomar som införda fåglar (höns, pärlhöns) burit med sig. Även klimatförändringar kan ligga bakom.
Exakt när elefantfåglarna dog ut är också osäkert. Berättelser om dessa gigantiska fåglar kan ha överlevt i muntliga berättelser i åratal. Analys av äggskal med kol-14-metoden har visat att elefantfåglar fortfarande förekom för cirka 1000 år sedan. Det är möjligt att en av elefantfågelarterna överlevde ända till slutet av 1600-talet. Den franske guvernören på Madagaskar Étienne de Flacourt nämner fågeln "vouropatra" som lägger ägg lika stora som strutsars.

## I kulturen
H. G. Wells har skrivit novellen "Aepyornis Island" i vilken en strandsatt seglare kläcker ett elefantfågelägg och lever med fågeln i åratal.